# Vix-Note

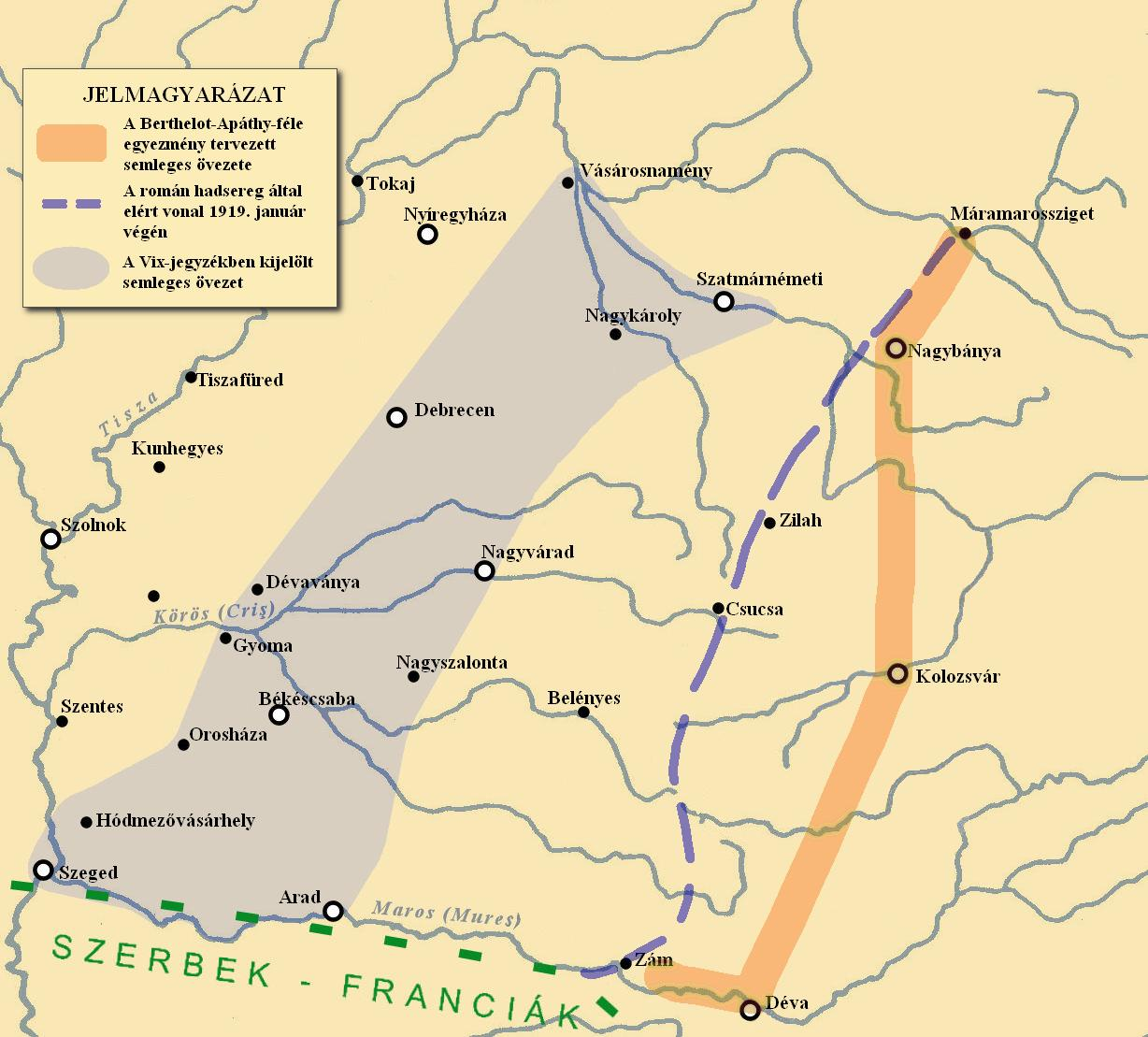
Ostgrenze Ungarns im Mai 1919 und das zu räumende Gebiet

Als Vix-Note bezeichnet man das Dokument, in dem Oberstleutnant Fernand Vix, der Chef der Entente-Militärmission in Budapest, 1919 eine Räumung Ostungarns von ungarischen Truppen verlangte.
Nach dem Zusammenbruch von Österreich-Ungarn standen die Gliedstaaten unter fremder Aufsicht. Vix überreichte der ungarischen Regierung am 20. März 1919 das heute als Vix-Note bekannte Dokument, einen Beschluss der Pariser Friedenskonferenz vom 26. Februar 1919, mittels dessen eine militärische Räumung Ostungarns bis einschließlich Debrecen und Szeged innerhalb von 36 Stunden verlangt wurde. Hintergedanke dieser für Ungarn wesentlich ungünstigeren Demarkationslinie bzw. neutralen Zone in Siebenbürgen war, eine weitere Ausbreitung des Kommunismus zu verhindern. Zugleich hätte dies für Ungarn eine Aufgabe seiner Ostgebiete bedeutet, denn in die zu räumenden Gebiete sollten rumänische Truppen nachrücken und diese Gebiete unter rumänische Verwaltung stellen.
Nachdem der ungarische Premierminister Dénes Berinkey dies nicht akzeptieren wollte, trat er zusammen mit der Regierung  und dem erst im Januar 1919 zum provisorischen Präsidenten der jungen Republik ernannten Graf Mihály Károlyi zurück. Károlyi übergab dabei die Regierungsgewalt an die oppositionelle Sozialdemokratische Partei, da angesichts des enormen außen- und innenpolitischen Druckes keine bürgerliche Partei bereit war, die Vix-Note anzunehmen oder abzulehnen.
Allerdings hatten die Sozialdemokraten bereits zuvor und ohne Wissen Károlyis mit den im Gefängnis sitzenden Anführern der Kommunistischen Partei und insbesondere mit Béla Kun Verhandlungen aufgenommen, die am 21. März 1919 zur Vereinigung der beiden Parteien führten. Diese neue Sozialistische Partei Ungarns bildete sogleich den Revolutionären Regierenden Rat, die die Föderative Ungarische Sozialistische Räterepublik ausriefen. Die Machtübernahme der Kommunisten geschah also auf friedlichem Wege, und die Regierung wurde von einer breiten Bevölkerungsbasis getragen.